# Recea, Mureș
Recea este o localitate componentă a orașului Ungheni din județul Mureș, Transilvania, România.

## Istoric
Pe Harta Iosefină a Transilvaniei din 1769-1773 (Sectio 142) nu apare localitatea, numai denumirea de „Retscher W.H.” ceea ce indică prezența unei cârciume pe drumul spre Târgu Mureș.